# Stema municipiului Focșani

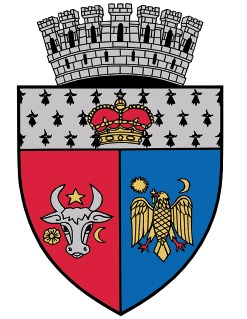
Stema municipiului Focșani

Stema municipiului Focșani se compune dintr-un scut triunghiular cu marginile rotunjite, tăiat și despicat în partea inferioară. În șef, pe câmp de hermină, se află o coroană de aur închisă, căptușită cu roșu. În partea inferioară, în dextra, în câmp roșu, se află un cap de bour de argint, având între coarne o stea de aur cu cinci raze, flancat la dreapta de o roză și la stânga de o semilună, ambele de aur. În partea inferioară, în senestra, în câmp albastru, se află o acvilă cruciată de aur, cu ciocul și ghearele roșii, flancată în partea superioară de un soare radiind și o semilună, ambele de aur. Scutul este timbrat de o coroană murală de argint cu șapte turnuri crenelate. 
Semnificația elementelor:
- Localitatea, identificată ca "Oraș al Unirii", reunește stemele istorice ale Moldovei și Țării Românești, amintind de poziționarea sa pe râul Milcov, hotar desființat în urma unirii realizate în anul 1859, sub coroana lui Alexandru Ioan Cuza. Această variantă este o reluare a stemei aprobate în perioada interbelică.
- Coroana murală cu șapte turnuri crenelate semnifică faptul că localitatea are rangul de municipiu reședință de județ.

## Variante vechi ale stemei

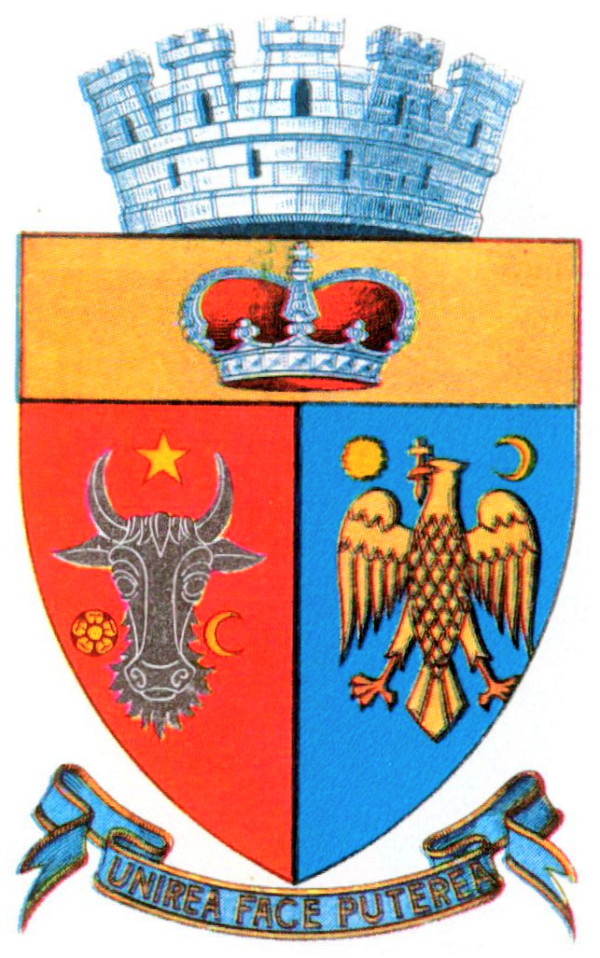
în perioada interbelică
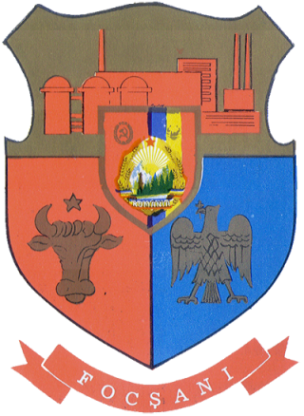
în perioada comunistă